# Giro del Belvedere 2014
Il Giro del Belvedere 2014, settantaseiesima edizione della corsa e valida come evento dell'UCI Europe Tour 2014 categoria 1.2U, si svolse il 21 aprile 2014 su un percorso di 154 km. Fu vinto dall'italiano Simone Andreetta che terminò la gara in 3h31'23", alla media di 43,71 km/h.
Partenza con 204 ciclisti, dei quali 81 portarono a termine la gara.

## Squadre e corridori partecipanti
| N.     | Cod. | Squadra                        |
| ------ | ---- | ------------------------------ |
| 1-6    | BMD  | BMC Development Team           |
| 7-12   |      | Zalf-Euromobil-Désirée-Fior    |
| 13-18  | STG  | Team Stölting                  |
| 19-24  | T21  | Development Team 21            |
| 25-30  | MGK  | MG.K Vis-Trevigiani            |
| 31-36  |      | Team Colpack                   |
| 37-42  |      | Team Roth-Felt                 |
| 43-48  | HCL  | Russian Helicopters            |
| 49-54  | MAE  | Marchiol-Emisfero              |
| 55-60  |      | Delio Gallina-Colosio-Eurofeed |
| 61-66  |      | GFDD Altopack                  |
| 67-72  |      | Selle Italia-Cieffe-Ursus      |
| 73-78  |      | Futura Team                    |
| 79-84  | BLR  | Bielorussia                    |
| 85-90  |      | Sava                           |
| 91-96  |      | Team Pala Fenice               |
| 97-102 |      | Cycling Team Friuli            |

| N.      | Cod. | Squadra                         |
| ------- | ---- | ------------------------------- |
| 103-108 | ARG  | Argentina                       |
| 109-114 | UKR  | Ucraina                         |
| 115-120 |      | Team Event Soullimit-Cyber Team |
| 121-126 |      | Gaiaplast Bibanese              |
| 127-132 |      | Cycling Team Valcavasia         |
| 133-138 | LOK  | Lokosphinx                      |
| 139-144 | RAR  | Radenska                        |
| 145-150 | TIR  | Tirol Cycling Team              |
| 151-156 |      | U.S. Fausto Coppi Gazzera Videa |
| 157-162 |      | Cipollini Alé Rime              |
| 163-168 | SKC  | SKC Tufo Prostějov              |
| 169-174 | KRA  | Team Ringeriks-Kraft            |
| 175-180 |      | Zappi Racing Team               |
| 181-186 |      | TKK Pacific Toruń               |
| 187-192 | ECU  | Team Ecuador                    |
| 193-198 | JAN  | EPIC Janom Greenway             |
| 199-204 | TIK  | Itera-Katusha                   |

## Ordine d'arrivo (Top 10)
| Pos. | Corridore         | Squadra       | Tempo    |
| ---- | ----------------- | ------------- | -------- |
| 1    | Simone Andreetta  | Zalf-Eurom.   | 3h31'23" |
| 2    | Silvio Herklotz   | Team Stölting | s.t.     |
| 3    | Luca Chirico      | MG.K Vis      | a 10"    |
| 4    | Luka Pibernik     | Radenska      | s.t.     |
| 5    | Yuriy Vasyliv     | Team Stölting | s.t.     |
| 6    | Gianni Moscon     | Zalf-Eurom.   | s.t.     |
| 7    | Lukas Spengler    | BMC Develop.  | s.t.     |
| 8    | Andrea Meggiorini | Gallina       | s.t.     |
| 9    | Vadim Zhuravlev   | Lokosphinx    | s.t.     |
| 10   | Paolo Brundo      | Fausto Coppi  | s.t.     |